# Klára Sárközy
Pour les articles homonymes, voir Sarkozy (homonymie).
Ne doit pas être confondu avec Carla Sarkozy.
Klára Sárközy, également Klára Sárközyová, née le 12 mars 1953 à Farná, est un médecin et femme politique de la République slovaque. Après la révolution de velours Tchécoslovaque, elle devient députée du Conseil national de la république dans le parti de la Plateforme conservatrice hongroise.

## Biographie
En 1971, Klára Sárközy obtient son diplôme d'études secondaires à Želiezovce, puis en 1976 un diplôme de médecin en odontologie à l'université Comenius de Bratislava. Elle s'installe à Čiližská Radvaň comme dentiste de quartier jusqu'en 1995, où elle ouvre un cabinet dentaire privé.
En 1992, s'appuyant sur le parti Coexistence (en), elle se présente dans la partie slovaque de la chambre des Nations pour le Mouvement démocrate-chrétien hongrois. Le parti MKDH obtient 7,42% des voix. Elle est affectée à l'assemblée fédérale jusqu'à la dissolution de la Tchécoslovaquie en fin d'année avec deux autres membres de cette coalition.
En 1998, elle revient à la politique en devenant membre du Conseil national slovaque sur la liste du Parti de la coalition hongroise. Elle a été réélue en 2002 et 2006. Depuis 2007, elle est vice-présidente du Parti de la coalition hongroise pour la politique sociale et familiale. Elle habite alors à Veľký Meder, selon sa déclaration de patrimoine,.
En parallèle de son rôle de député national, de 2001 à 2005, elle est représentante de la région de Trnava pour le SMK. En 2005, elle refuse de se représenter dans une démarche critique vis à vis de l'autonomie de la région, elle y dénonce des dysfonctionnements.